# 木元健太
木元 健太（きもと けんた、1915年1月15日 - 没年不詳）は、日本の映画監督、脚本家である。本名は木元 一郎（きもと いちろう）。館林 一郎（たてばやし いちろう）の名で脚本を提供したことがある。

## 人物・来歴
1915年（大正4年）1月15日、群馬県邑楽郡館林町（現在の同県館林市）に生まれる。
明治大学文芸科に進学し、在学中は映画研究会に所属した。日活多摩川撮影所（のちの大映東京撮影所、現在の角川大映撮影所）助監督部に入社、内田吐夢（1936年 - 1940年在籍）、伊賀山正光（当時は正徳、1934年 - 1942年在籍）、春原政久（1934年 - 1941年在籍）、千葉泰樹（1934年 - 1939年在籍）、富岡捷（1938年 - 1939年在籍）らに師事した。第二次世界大戦にともなう戦時統制により、日活の製作部門は他の2社と統合されて、1942年（昭和17年）1月27日、大日本映画製作株式会社（大映）を形成するが、このとき、大映に転社、そのまま大映東京撮影所に所属する。
1945年（昭和20年）8月15日の終戦のときにはすでに満30歳になっていたが、戦後、同年12月、大映を退社してフリーランスの助監督になる。1947年（昭和22年）10月15日に設立された太泉映画（現在の東映東京撮影所）、1949年（昭和24年）に設立された芸研プロダクション（代表・熊谷久虎）等でおもに仕事をする。同2社は1950年（昭和25年）からは提携製作を行っており、芸研は太泉映画が1951年（昭和26年）3月末に合併して東映となるころ、活動を停止している。その後、1952年（昭和27年）から短篇映画数本を監督しており、1953年（昭和28年）8月6日に完成した独立プロ系の映画『鉄の花束』（監督中田晴久）で「製作監督補佐」としてクレジットされた。1951年（昭和26年）に結婚している。
満39歳になり、1954年（昭和29年）6月8日に公開された『若き血は燃えて』で監督に正式に昇進する。同作は池田一夫の池田プロダクション（のちの協立映画）の設立第二回作品として製作され、東宝が配給して全国公開された。同作に前後して、瀧村和男が東京映画で製作した『やくざ囃子』でマキノ雅弘のチーフ助監督を務めており、『やくざ囃子』は同じく東宝が配給して同作よりあとの同年6月30日に公開されている。池田一夫にふたたび起用され、有田稔・扇千景を主演に『初恋ワルツ』を監督、同作は同じく東宝が配給して翌1955年（昭和30年）1月15日に公開されている。同年4月3日に公開された『大番頭小番頭』（監督鈴木英夫）に井手俊郎と共同で執筆した脚本を提供している。その後は、東映教育映画部や精光映画社で短篇の教育映画やPR映画を監督した。1958年（昭和33年）には、新東宝初代社長の佐生正三郎の日米映画が日本テレビ放送網と提携して製作、新東宝が配給していた中篇映画に協力していた池田一夫に起用され、『強奪された拳銃』を監督している。
1960年（昭和35年）から、池田一夫が製作、大蔵貢が経営者になった新東宝が配給するエクスプロイテーション映画『性と人間』（1960年4月16日公開）、『ヌード肉体祭り』（1960年9月17日公開）、『続・性と人間』（共同監督小林悟）を立て続けに監督する。同年末、大蔵貢が新東宝社長を退陣したが、大蔵色の強い『続・性と人間』も翌1961年（昭和36年）1月3日に公開されている。『続・性と人間』については、富士映画の最後の製作物であるとする資料も存在する。大蔵は1962年（昭和37年）1月、外画の輸入配給と邦画の製作配給を目的として大蔵映画を設立、このとき池田一夫は、木元の演出した実写部分と分担して芝居部分を演出した『続・性と人間』の共同監督であった小林悟を監督に成人映画『肉体の市場』を製作、大蔵映画が「設立第一作」を公開する前に配給している。同作は大蔵が用意していた「設立第一作」の超大作『太平洋戦争と姫ゆり部隊』（監督小森白）の興行的失敗を大きく補うヒットとなり、池田はひきつづき小林悟、および木元を監督に起用して、同様の成人映画『不完全結婚』を製作、大蔵映画が配給して同年5月1日に公開された。小林はその後も大蔵映画で成人映画を手がけたが、木元は同作を最後に、池田からも大蔵からも離れた。
以降は教育映画・PR映画を中心に手がけ、岩波映画製作所が1964年（昭和39年）に製作したテレビ映画『謎の双曲線』も監督した。1976年（昭和51年）12月24日に発行された『日本映画監督全集』の木元の項には、世田谷区桜上水の所在地が書かれており、満61歳の当時は存命であったとされる。以降の消息は不明である。

## おもなフィルモグラフィ
クレジットは特筆以外すべて「監督」である。PR映画・記録映画の詳細はわからない。東京国立近代美術館フィルムセンター（NFC）等の所蔵状況についても記す。
- 『浪曲大全』 : 製作・配給東宝、1952年公開（短篇映画）
- 『ママのひとりごと』 : 製作・配給東映、1953年公開（短篇映画）
- 『鉄の花束』 : 監督・脚本中田晴久、助監督内田一作、製作中田プロダクション、配給北星、1953年8月6日完成（映倫番号 なし） - 製作監督補佐、79分の上映用プリントをNFCが所蔵[2]
- 『若き血は燃えて』 : 製作池田一夫、主演太刀川洋一・広瀬嘉子、製作池田プロダクション、配給東宝、1954年6月8日公開（映倫番号 なし） - 監督（池田プロダクション第二回作品[3]）
- 『やくざ囃子』 : 製作瀧村和男、監督マキノ雅弘、脚本松浦健郎・マキノ雅弘、主演鶴田浩二・岡田茉莉子、製作東京映画、配給東宝、1954年6月30日公開（映倫番号 なし） - チーフ助監督[7]、87分の上映用プリントをNFCが所蔵[2]
- 『初恋ワルツ』 : 製作池田一夫、主演有田稔・扇千景、製作協立映画、配給東宝、1955年1月15日公開（映倫番号 なし）
- 『大番頭小番頭』 : 製作佐藤一郎、監督鈴木英夫、原作佐々木邦、主演池部良・雪村いづみ、製作・配給東宝、1955年4月3日公開（映倫番号 なし） - 井手俊郎と共同で脚本・「館林一郎」名義
- 『海彦山彦』 : 脚本岩佐氏寿、製作東映教育映画部、配給東映、1956年公開（短篇映画） - 監督、27分の上映用プリントをNFCが所蔵[2]
- 『二つの闘い』 : 主演三島謙、製作精光映画社、公開日不明（短編映画） - 監督・脚本、21分の上映用プリントをNFCが所蔵[2]
- 『ハンガリー死闘の記録』 : 製作教育記録映画社、1957年公開

- 『強奪された拳銃』 : 製作池田一夫、主演左京路子・国方伝、製作日米映画・日本テレビ放送網、配給新東宝、1958年8月17日公開（中篇映画・映倫番号 10750）

- 『性と人間』 : 企画池田一夫、主演寺島達夫・松原由美子、製作純潔映画研究会、配給新東宝、1960年4月16日公開（成人映画・映倫番号 不明）
- 『ヌード肉体祭り』 : 企画池田一夫、配給新東宝、1960年9月17日公開（短篇記録映画・映倫番号 不明）
- 『続・性と人間』 : 企画池田一夫、主演三条魔子、製作純潔映画研究会、配給新東宝、1961年1月3日公開（成人映画・映倫番号 12090） - 小林悟と共同で監督
- 『不完全結婚』 : 製作池田一夫、主演松原緑郎・扇町京子、製作純潔映画研究会、配給大蔵映画、1962年5月1日公開（成人映画・映倫番号 12787） - 小林悟と共同で監督、57分の上映用プリントをNFCが所蔵[2]
- 『謎の双曲線』 : 脚本内田栄一、製作岩波映画製作所、1964年放映（テレビ映画）